# Joaquim Nabuco
Joaquim Aurélio Barreto Nabuco de Araújo (Recife, 19 d'agost de 1849 — Washington, 17 de gener de 1910) va ser un polític, diplomàtic, historiador, advocat i periodista brasiler. Va ser un dels fundadors de l'Acadèmia Brasilera de Lletres.

## Biografia
Fill d'un jurista i polític de Badia, senador de l'Imperi, José Tomás Nabuco de Araújo i d'Ana Benigna Barreto Nabuco de Araújo, germana del Marquès de Recife, Francisco Pais Barreto, establerts a Recife. Joaquim Nabuco es va oposar de manera vehement a l'esclavitud, contra la qual va lluitar tant per mitjà de les seves activitats polítiques com dels seus escrits. Va fer campanya contra l'esclavitud a la Cambra de Diputats el 1878 i va fundar la Societat Antiesclavista Brasilera, sent responsable, en gran part, de l'abolició de l'esclavitud el 1888.
Després de la caiguda de la monarquia, es va retirar de la vida política durant un temps. Més tard va servir com a ambaixador als Estats Units (1905-1910). Va passar molts anys tant al Regne Unit com a França, on va ser un actiu defensor del panamericanisme, presidint la Conferència Panamericana de 1906.

## Concepcions polítiques

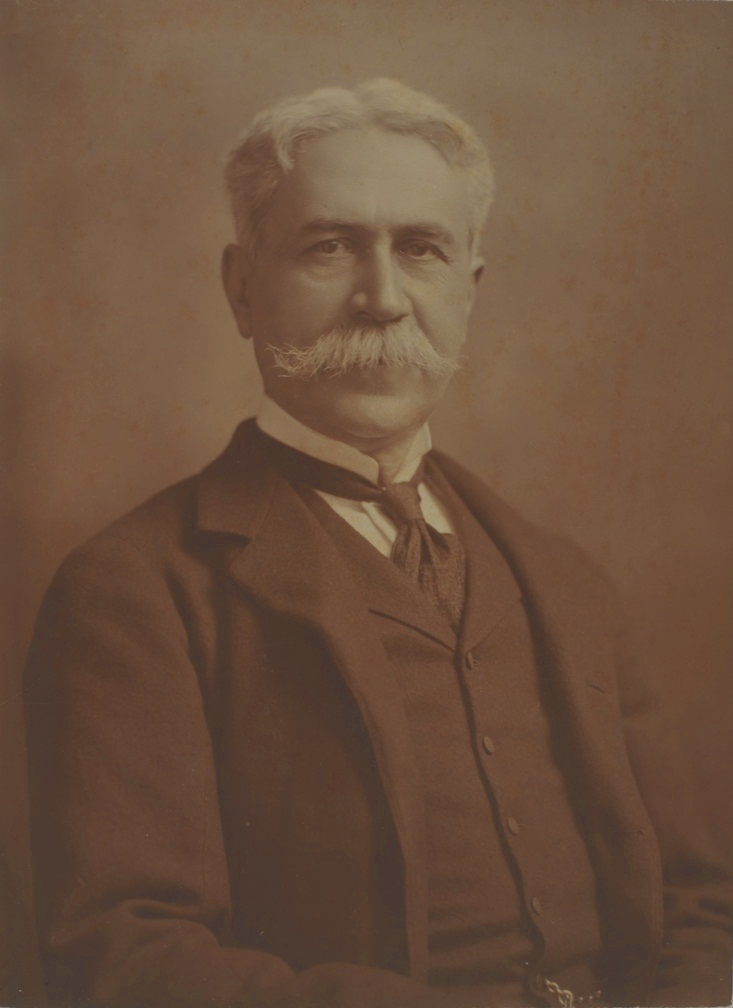
Joaquim Nabuco (1902)

Nabuco era monàrquic i conciliava aquesta posició política amb la seva postura abolicionista. Atribuïa a l'esclavitud ser el major dels problemes de la societat política brasilera, defensant així que el treball servil fos suprimit abans que qualsevol altra reforma política. L'abolició, al seu judici, no hauria de ser causa d'una ruptura, ni un acte violent, sinó del convenciment dels avantatges que oferia a la societat. No donava suport a la idea que fossin els moviments abolicionistes civils els que havien de conduir el procés, sinó el parlament.

## Homenatges

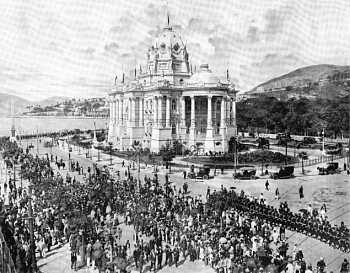
Seguici fúnebre de Joaquim Nabuco davant del Palau Monroe (1910)

L'any 1947 es va instituir a Recife la Fundació Joaquim Nabuco (Fundaj), organisme associat al Ministeri d'Educació, que procura preservar i fomentar els valors culturals i històrics de les regions nord i nord-est del Brasil. Administra diversos museus i centres culturals, edita llibres, concedeix beques d'estudis superiors i gestiona un fons d'arxiu amb més d'1,2 milions de documents.
En virtut de la Llei Federal nº 12988, de 2014, Joaquim Nabuco va entrar a formar part del Llibre dels Herois i Heroïnes de la Pàtria, memorial que rep els noms de les personalitats que més han treballat en defensa dels valors del Brasil. La cerimònia d'inscripció en el Llibre d'Acer tingué lloc el 19 d'agost.

## Obra
- Camões e us Lusíadas (1872)
- L'Amour est Dieu (poesia, 1874)
- O Abolicionisme (1883)
- Campanha abolicionista no Recife (1885)
- O erro do Imperador (història, 1886)
- Escravos (poesia, 1886)
- Por que continu a ser monarquista (1890)
- Balmaceda (biografia, 1895)
- O dever dos monarquistas (1895)
- A intervenção estrangeira durant a revolta (història diplomàtica, 1896)
- Um estadista do Império (biografia, 1897-1899) tres volums
- Minha formação (memòries, 1900)
- Escritos e discursos literários (1901)
- La Guerra del Paraguai (París, 1901)
- Pensées detachées et souvenirs (1906)
- Discursos e conferências ens els Estados Unidos
- Obras completas (1947-1949) 14 volums organitzats per Celso Cunha

Algunes de les seves obres han estat traduïdes a altres idiomes.